# Optat
Optat (llatí: Optatus) o Optat Milevità (Mila, segle iv - ?, abans de 397) fou bisbe de Milevum, a Numídia. Va viure sota el regnat dels emperadors Valentinià II i Valent com a mínim fins a l'any 384. Es creu que era originari d'Egipte, que inicialment era pagà i que va ser un home molt eloqüent i amb grans coneixements pel temps en què va viure. Va publicar un tractat titulat De Schismate Donatistarum adversus Parmenianum en sis llibres. Un setè volum sembla espuri, probablement un suplement afegit poc després de la seva època. L'obra estava dirigida contra Parmenià, el bisbe donatista de Cartago.